# Ермолаевы
Ермолаевы — древний русский дворянский род.
Род внесён в дворянскую родословную книгу: Калужской, Тверской, Саратовской, Олонецкой и Полтавской губерний.

## История рода
Фёдор Ездаков Ермолаев упоминается (1582).
Романовские помещики— татары: Аракай, Елукай и Кадрек Борисовичи Ермолаевы (1639). Савва Ермолаев, служил в стрельцах (1668), получил поместье в Пензенском уезде (1669), потомство его внесено в родословную книгу Тверской губернии. По Верхнеломовской десятне упомянуты три представителя рода (1681—1696). Григорий Ермолаев приказной в Канском остроге (1688).
Лев Дмитриевич Ермолаев владел поместьем в Епифанском уезде (1694), его потомство внесено в родословную книгу Калужской губернии.

## Описание гербов

#### Герб. Часть V. № 60.
Сборник дипломных гербов российского дворянства, не внесённых в Общий Гербовник.
Герб лейб-компании гренадера Афанасия Васильевича Ермолаева: на две части вдоль разделенный щит, у которого правая часть показывает в чёрном поле золотое стропило с наложенными на нём тремя горящими гранатами натурального цвета между тремя серебряными звездами, яко общий знак особливой Нам и всей Империи Нашей при благополучном нашем с помощью Всевышнего на родительский Наш наследный престол вступлении верно оказанной знатной службы и военной храбрости нашей Лейбкомпании, а левая содержит в зелёном поле две серебряные по правой диагональной линии вверх летящие стрелы, у которых копейцы и перья золотые. Над щитом несколько открытой к правой стороне обращенный стальной дворянский шлем, который украшает наложенная на него обыкновенная Лейбкомпании гренадерская шапка с красными и белыми страусовыми перьями и с двумя по обеим сторонам распростертыми орловыми крыльями чёрного цвету, на которых повторены три серебряные звезды. По сторонам щита опущен шлемовной намёт зеленого и чёрного цветов, подложенный с правой стороны серебром, а с левой золотом, с приложенной внизу щита надписью: «За верность и ревность».
Примечание: Афанасий васильевич Ермолаев († 08.05.1754), из казачьих детей г. Красноярска, лейб-компании гренадер, поручик, возведён в потомственное дворянское достоинство Российской империи (25.11.1751).
Сборник дипломных гербов российского дворянства, не внесённых в Общий Гербовник.
Герб Ермолаевых, не утверждённый, самобытный герб: в красном поле щита, золотой бердыш вправо, по сторонам по серебряному хлебному колосу. Нашлемник: встающий воин в красной одежде, в красной шапке с золотым отворотом, с золотым бердышом на плече, вправо. Намёт: справа красный с золотом, слева красный с серебром.

## Известные представители
- Ермолаев Гаврила — подьячий во Владимире (1630).
- Ермолаев Илларион — дьяк (1658—1677), воевода на Двине (1659—1663), Смоленске (1667—1668), Симбирске (1670).
- Ермолаев Лев — дьяк Сибирского приказа (1666—1677), патриарший дьяк (1677—1685).
- Ермолаев Фёдор — дьяк, воевода в Казани (1674).
- Ермолаев Леонтий — московский дворянин (1680).
- Ермолаев Иван Львович — стряпчий (1676), стольник (1686—1692)[3][4].